# Планинска вас (Трбовље)
Планинска вас (словен. Planinska vas) је насељено место у општини Трбовље, Засавска регија, Словенија.

## Историја
До територијалне реорганизације у Словенији била је у саставу старе општине Трбовље.

## Становништво
У попису становништва из 2011. године, Планинска вас је имала 81 становника.
| Број становника према пописима | Број становника према пописима | Број становника према пописима |
| ------------------------------ | ------------------------------ | ------------------------------ |
| 1991                           | 2002                           | 2011                           |
| 60                             | 62                             | 81                             |

Напомена: Године 1989. умањено за део насеља који је припојен насељу Трбовље.